# Grafico di Nikuradse
In un articolo pubblicato in Germania nel 1933, Johann Nikuradse descrisse i risultati di una serie di esperienze sull'attrito dei fluidi in condotte scabre. I tubi erano resi artificialmente scabri attraverso uno strato di sabbia con granelli di diametro costante {\displaystyle \varepsilon }.
Al fine di normalizzare il calcolo per tubi di diverso diametro la scabrezza, omogenea e nota, viene rapportata al diametro equivalente od idraulico) definendo una scabrezza relativa {\displaystyle \varepsilon _{r}={\frac {\varepsilon }{D_{e}}}}
Dalla sperimentazione e dal confronto con altri dati sperimentali di Blasius si trassero le seguenti conclusioni:
- L'indice di resistenza dipende solo dalla scabrezza relativa {\displaystyle \varepsilon /De}
- I dati di Nikuradse sono validi per scabrezze relative elevate (moto turbolento in tubo scabro).
- I dati di Blasius sono validi per scabrezze relative basse (moto turbolento in tubo liscio).
- Per numeri di Reynolds superiori a 4000, il confine fra regime di transizione e regime turbolento dipende dalla scabrezza relativa.
- Fra il regime di moto turbolento in tubo scabro ed il regime di moto t. in tubo liscio vi è una zona di transizione.

I dati rilevati da Nikuradse si spiegano considerando che anche in regime turbolento esiste un substrato laminare, aderente alle pareti del condotto (strato limite):
- Finché lo spessore del substrato laminare è maggiore della scabrezza, la scabrezza è ininfluente
- Man mano la scabrezza raggiunge e supera lo spessore del substrato limite, arrivando ad interferire col moto turbolento, questa influisce sempre più sull'indice di resistenza.

## Scorrimento laminare
Ha luogo per Re <= 2000 circa e la scabrezza non ha effetto sul coefficiente di perdita:
{\displaystyle \lambda ={\frac {64}{Re}}}

## Regime di transizione
Il secondo regime, detto di transizione, comprende tre zone:
- Zona intermedia (o critica), fra lo scorrimento laminare e turbolento (approssimativamente 2000 < Re < 4000), dove le perdite crescono rapidamente con il numero di Reynolds, ma indipendenti dalla scabrezza relativa.

- Porzione dove vale la formula di Blasius per condotti lisci: {\displaystyle \lambda ={\frac {0,3164}{Re}}}

- Porzione dove le curve si allontanano dai valori della formula di Blasius ed i coefficienti delle perdite di carico aumentano con la scabrezza relativa.

## Regime quadratico
Nel terzo regime, quadratico, le perdite di carico non dipendono più dal numero di Reynolds, ma unicamente dalla scabrezza delle pareti.
La scabrezza relativa {\displaystyle \varepsilon _{r}={\frac {\varepsilon }{D_{e}}}}
L'equazione di Colebrook-White permette di calcolare l'indice di resistenza nella zona di transizione, ed è anche ragionevolmente precisa in tutti i regimi turbolenti:
{\displaystyle \lambda ={\frac {1}{\left[-2\log \left({\frac {2,51}{Re{\sqrt {\lambda }}}}\right)+{\frac {\varepsilon _{r}}{3,7}}\right]^{2}}}}
Nell'intervallo
{\displaystyle 8*10^{-5}<{\frac {\varepsilon _{r}}{Re}}<1,25*10^{-2}}

## Formula di Swamee e Jain
Per il calcolo dell'indice di resistenza da impiegare nel caso di moti turbolenti, nel 1976 è stata definita la formula di Swamee e Jain che è una approssimazione della formula di Colebrook-White e, rispetto a questa, presenta un errore massimo dell'1%:
{\displaystyle \lambda ={\frac {0,25}{\left[lg_{10}\left({\frac {\varepsilon }{3,71*D}}+{\frac {5,74}{Re^{0,9}}}\right)\right]^{2}}}}
valida negli intervalli:
{\displaystyle {\begin{cases}4*10^{3}<Re<1*10^{8}\\1*10^{-6}<\varepsilon /De<1*10^{-2}\end{cases}}}